# محلية الدويم
محلية الدويم (بالإنجليزية: Ad Douiem District)‏ إحدى محليات ولاية النيل الأبيض، السودان.